# 梓
梓（あずさ、し）は、樹種の名である。

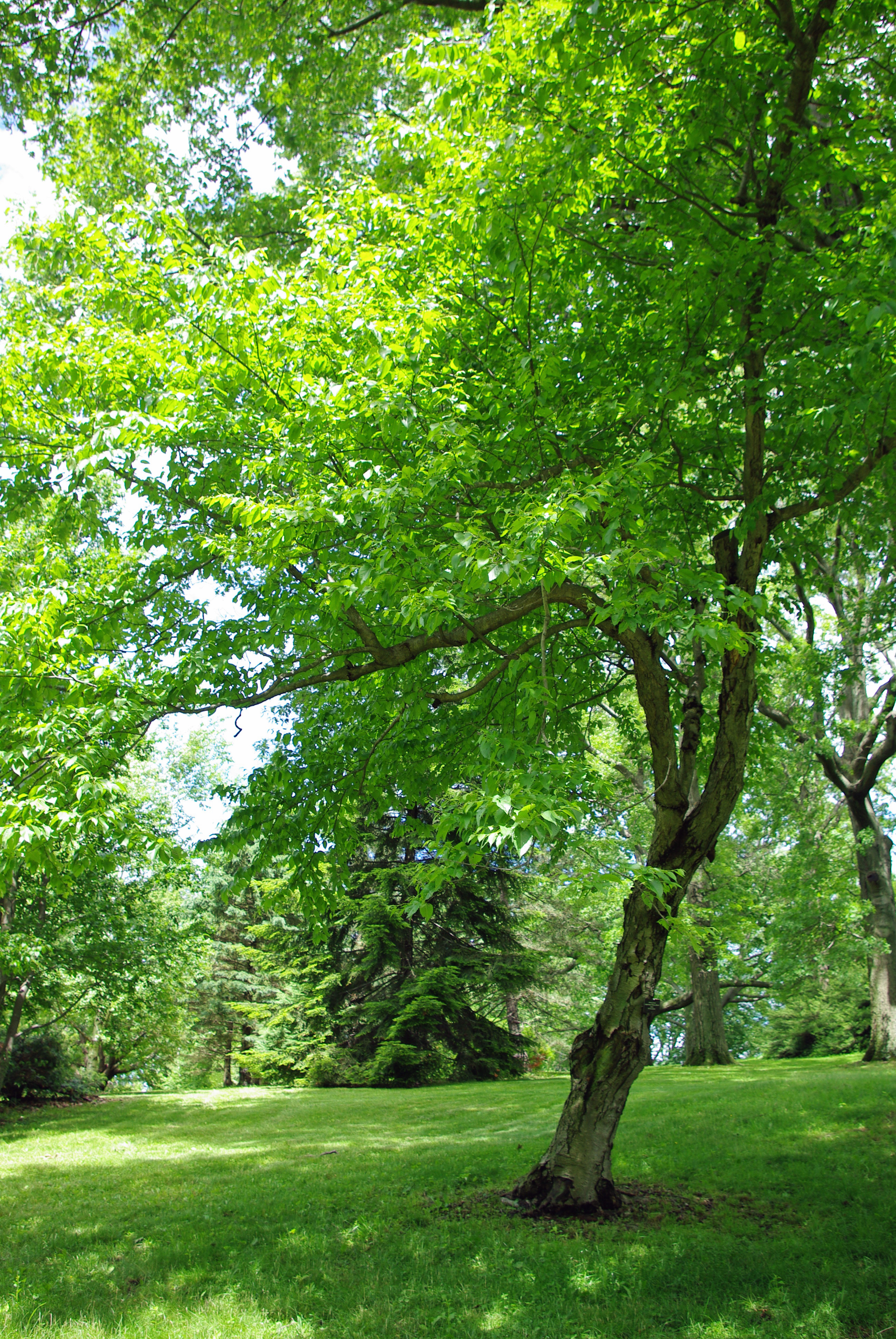
ミズメ。日本の古典に現れる「梓」の正体。

漢字本来の中国での意味と、日本での国訓「あずさ」の2つの意味があり、さらにそれぞれの名をどの樹種に同定するかについて諸説がある。

## 梓（し）
梓は、別名を「木王」といい、百木の長として尊ばれた。
版木に使われたため、転じて「上梓」「梓行」のような印刷・出版に関する表現に残る。ただし、「梓に上す（しにじょうす、あずさにじょうす）」、「梓にまとめる（しにまとめる、あずさにまとめる）」のように、この意味の「梓」を「あずさ」と読むこともある。
この「梓」は通説ではキササゲのことだが、異説もある。
- キササゲ Catalpa ovata - ノウゼンカズラ科の落葉高木。
- トウキササゲ Catalpa bungei - ノウゼンカズラ科の落葉高木。キササゲと同属。牧野富太郎による説[2]。
- アカメガシワ Mallotus japonicus - トウダイグサ科の落葉高木。江戸時代の小野蘭山による説[2]。

現代中国語では、「梓」はキササゲのことで、「きささげ」の訓のある「楸」がトウキササゲのことである。

## 梓（あずさ）
「あずさ」という樹種は古代の「梓弓」の材料として言及されるが、現在は稀な方言として以外は廃れている。そのため、古代における梓の実体については、系統的にも大きく異なる諸説があったが、現在はほぼ確定している。
- ミズメ（ヨグソミネバリ） Betula grossa - カバノキ科の落葉高木。白井光太郎による[4]。正倉院の梓弓の顕微鏡的調査の結果などから、通説となっている[5][4]。
- キササゲ[5][4] Catalpa ovata - ノウゼンカズラ科の落葉高木。中国の「梓」と同種とする。『大和本草』(1709) より[6]。
- アカメガシワ[5][4] Mallotus japonicus - トウダイグサ科の落葉高木。『物類称呼』(1775)・『本草綱目啓蒙』(1803–1805) より。本来「梓」に関する説だったのが転じたか[2]。
- オノオレカンバ[5][4]（ミネバリ） Betula schmidtii - カバノキ科の落葉高木。ミズメと同属。『古今要覧稿』(1821–1842) より。
- リンボク[5][4]（ヒイラギガシ） Prunus spinulosa - バラ科の常緑樹。

このほか、方言として
- アサダ[4] Ostrya japonica - カバノキ科の落葉高木。
- ナナカマド[4] Sorbus commixta - バラ科の落葉高木。
- ニシキギ[4] Euonymus alatus - ニシシギ科の落葉低木。

などを意味する。
- 第126代天皇徳仁のお印である。

## 画像

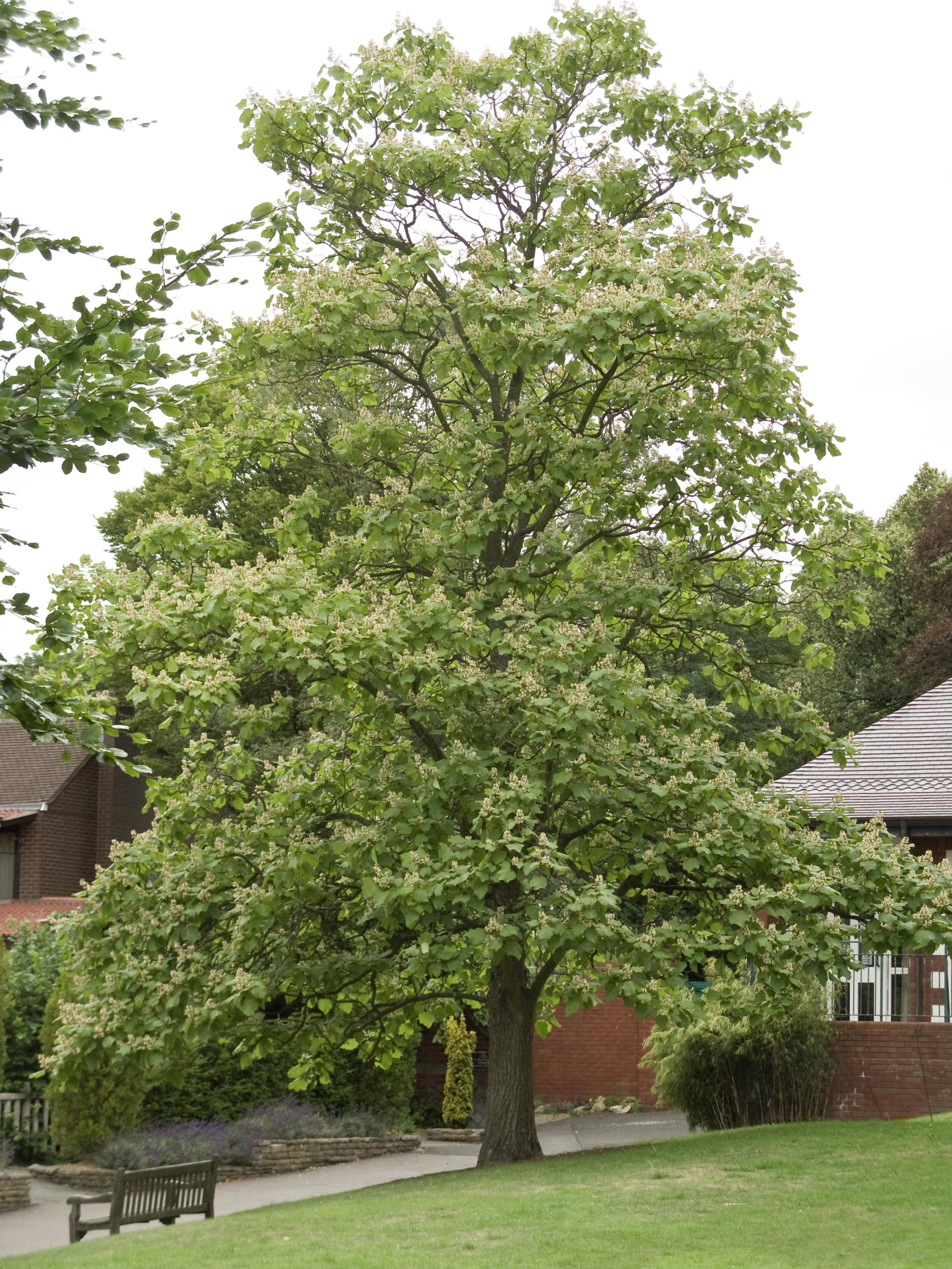
キササゲ
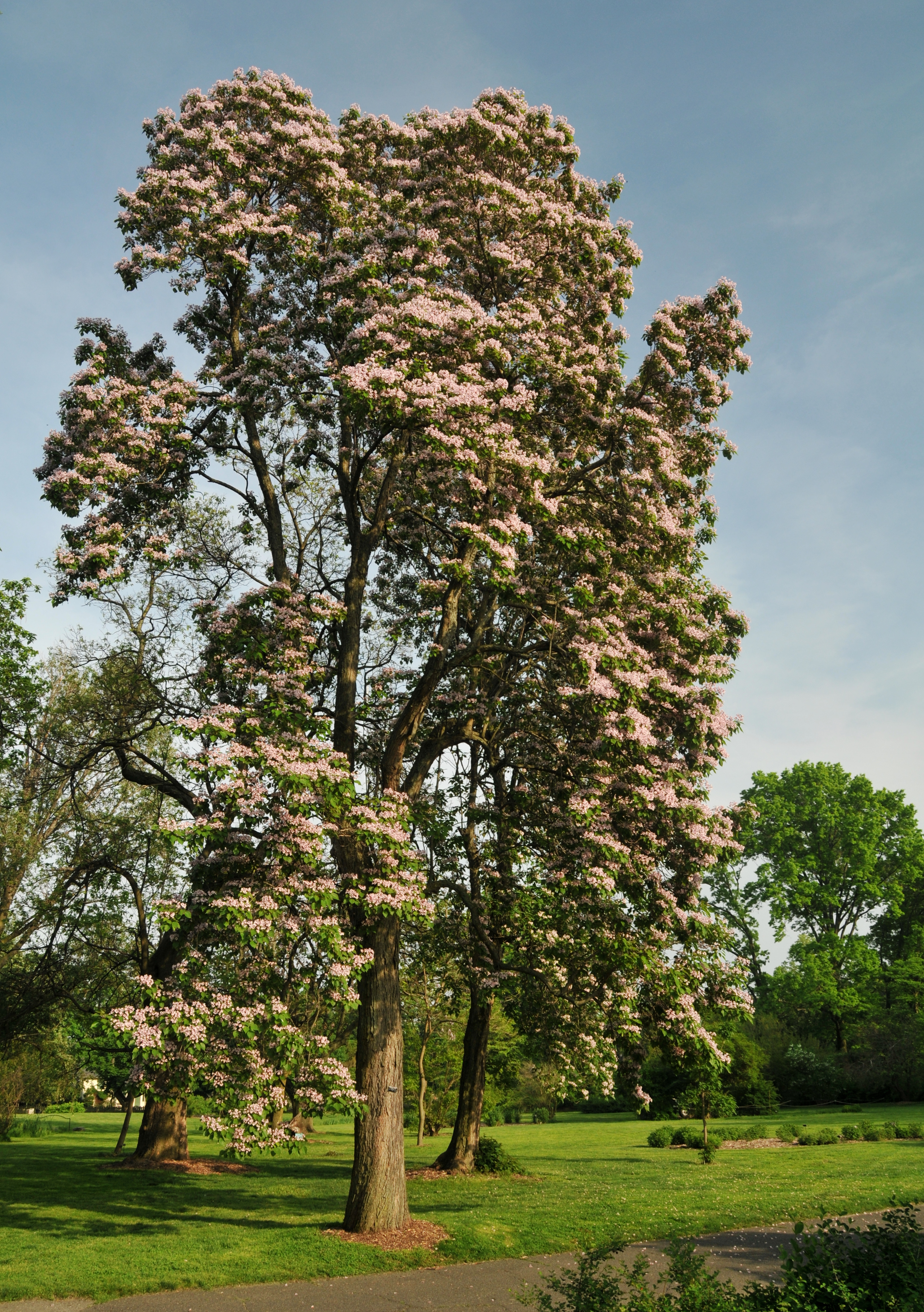
トウキササゲ
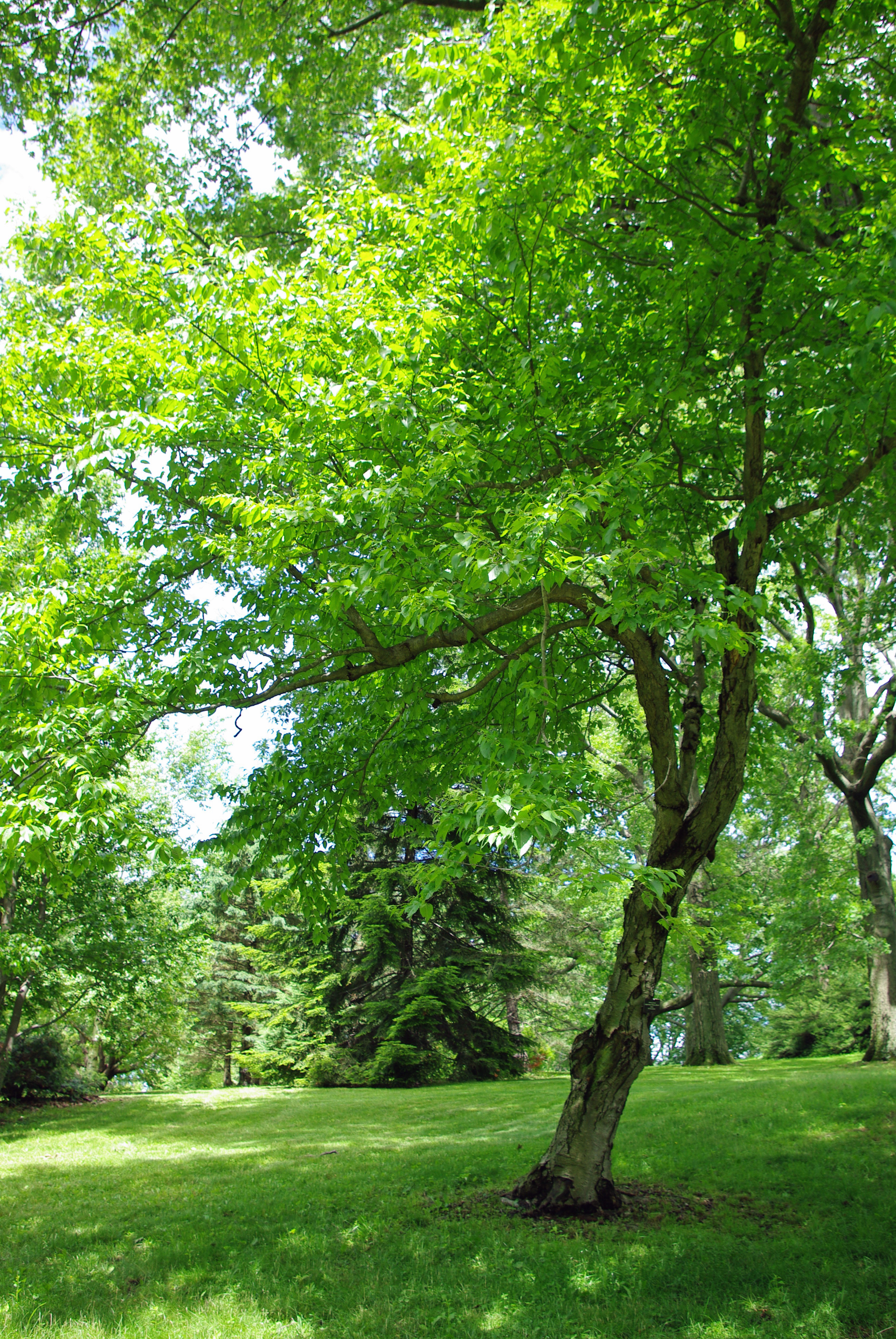
ミズメ
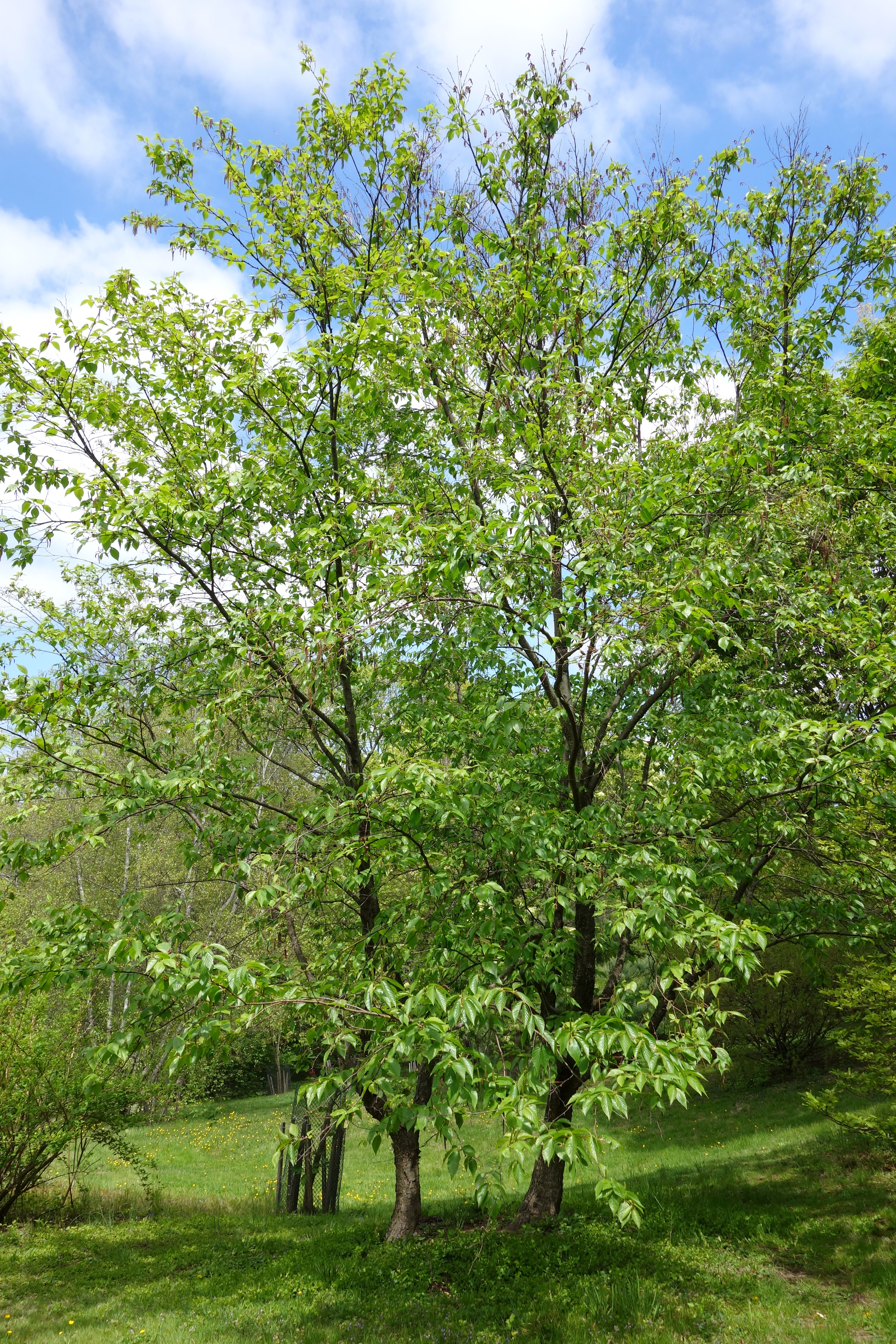
オノオレ
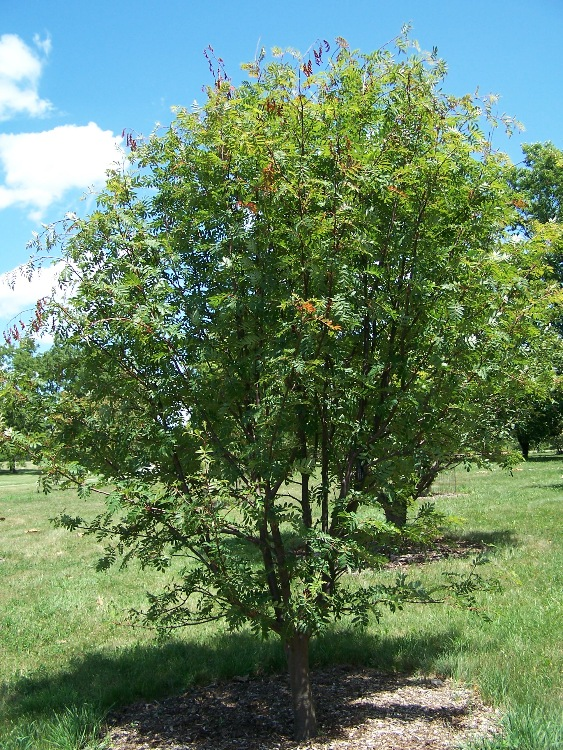
ナナカマド
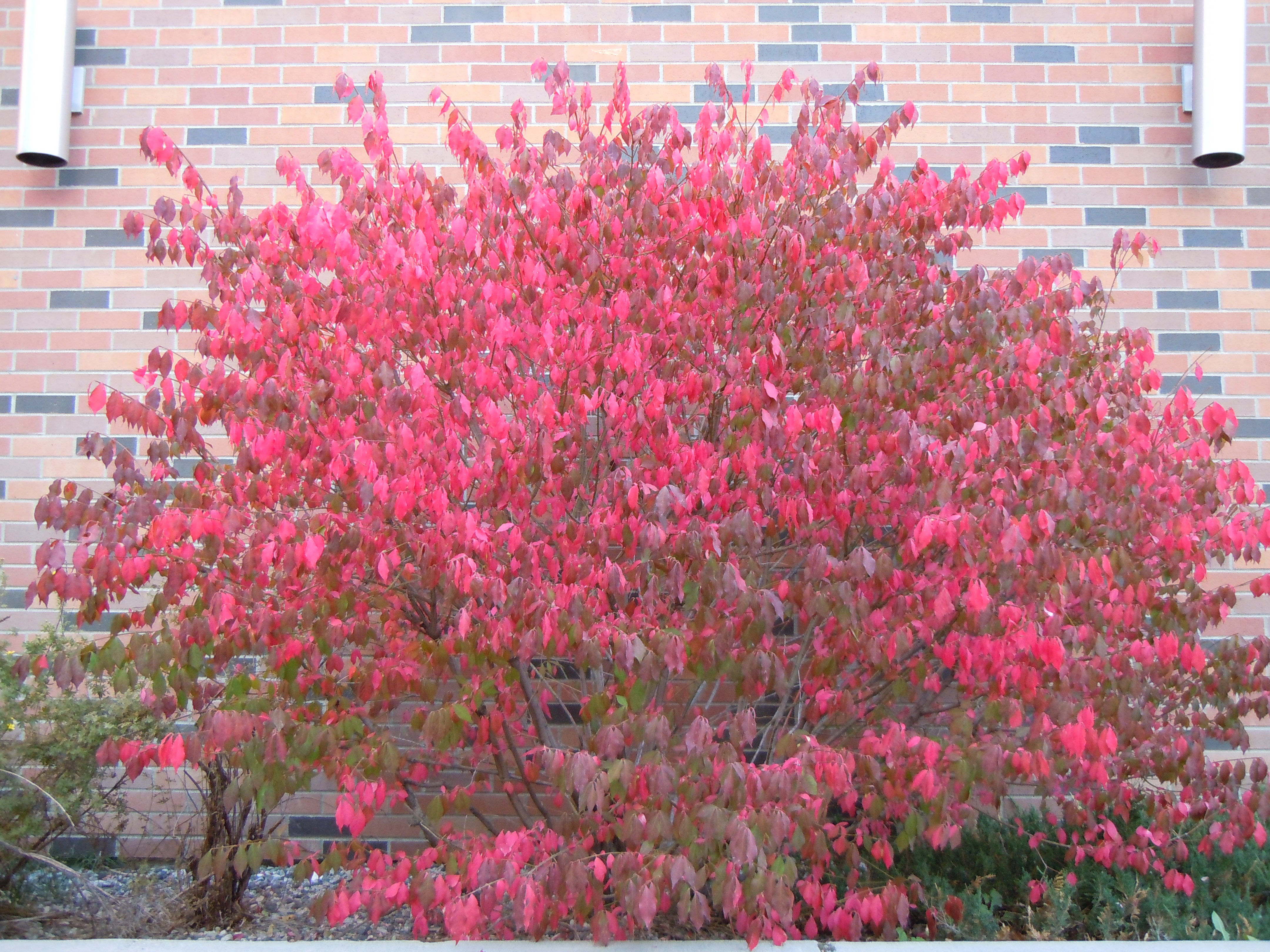
ニシキギ